# Ağköynək
Ağköynək è un comune dell'Azerbaigian situato nel distretto di Qazax.